# Congiopodus leucopaecilus
Congiopodus leucopaecilus är en fiskart som först beskrevs av Richardson, 1846.  Congiopodus leucopaecilus ingår i släktet Congiopodus och familjen Congiopodidae. Inga underarter finns listade i Catalogue of Life.